# 菊地達弘
菊地 達弘（きくち たつひろ、1987年3月2日 - ）は、日本の声優、男優。マウスプロモーション所属。

## 来歴
2011年、マウスプロモーション附属俳優養成所入所。2013年にマウスプロモーション所属。

## 人物
趣味は料理。好きなものは、お酒、レトロゲーム、本、初音ミク（ツイッターより）。

## 出演

### テレビアニメ
2014年
- シドニアの騎士（訓練生）

2015年
- ジョジョの奇妙な冒険 シリーズ（2015年 - 2019年、男A、ギャング1、乗客A、看守、麻薬密売人1 他） - 2シリーズ
- アイカツ!（スタッフ）
- デュラララ!!×2 転（串高生）

2016年
- マギ シンドバッドの冒険（客の男A）
- アクティヴレイド -機動強襲室第八係- 2nd（警察官）

2017年
- 機動戦士ガンダム 鉄血のオルフェンズ（ギャラルホルン兵士）
- ソード・オラトリア ダンジョンに出会いを求めるのは間違っているだろうか外伝（団員、鍛冶師、アナウンス、男性冒険者、冒険者）
- スタミュ（犬の飼い主）
- 名探偵コナン（鑑識官）
- 魔法陣グルグル（プラトー教徒B、モンスターA）
- 戦姫絶唱シンフォギアAXZ（黒服C）
- ナイツ&マジック（貴族A、兵士B）
- パズドラクロス（竜人龍喚士）
- 食戟のソーマ 餐ノ皿（男性客D）
- アイドルマスター SideM（肉屋）
- Just Because!（佐伯）
- 血界戦線 & BEYOND（ジョシュ）

2018年
- キリングバイツ（観客）
- 斉木楠雄のΨ難（救助隊B）
- 忍たま乱太郎（ドクタケ忍者）
- 重神機パンドーラ（役人）
- ヒナまつり
- ゴールデンカムイ（宿泊客）
- アンゴルモア 元寇合戦記（手下）
- 七星のスバル（手下、ギルドメンバー）
- 銀魂.（アルタナ解放軍B、解放軍指揮官B、ディレクター）
- Phantom in the Twilight（部下A）
- ISLAND
- 殺戮の天使（男）

2019年
- ダンジョンに出会いを求めるのは間違っているだろうかII（獣人）
- カードファイト!! ヴァンガード（2019年 - 2020年、配達員、店主、客A） - 2シリーズ
- 歌舞伎町シャーロック（スタッフ）
- Fairy gone フェアリーゴーン（キャスタルハロル）

2020年
- ソマリと森の神様（薬屋）
- 恋とプロデューサー〜EVOL×LOVE〜（研究員）
- ふしぎ駄菓子屋 銭天堂（マスコミ、はなぞの商店街 選手、となり町商店街 監督）
- 100万の命の上に俺は立っている（盗賊）

2021年
- Re:ゼロから始める異世界生活（岩豚）
- 不滅のあなたへ（従者）
- ジャヒー様はくじけない!（魔族A、住人C、客A、社員B、客B 他）

2022年
- 錆喰いビスコ（ウサギ面）
- ハコヅメ〜交番女子の逆襲〜（酔っ払い2号）
- 勇者、辞めます（客B）
- 境界戦機（山名賢三）

2023年
- アルスの巨獣
- 江戸前エルフ（魚屋のおじさん、木下、男性B、氏子たち）

2024年
- 魔王軍最強の魔術師は人間だった（諸王同盟軍兵D）
- 狼と香辛料 MERCHANT MEETS THE WISE WOLF（村人）
- 2.5次元の誘惑（カメコC）
- デリコズ・ナーサリー（血盟警察）

2025年
- トリリオンゲーム（男性スタッフ）
- 紫雲寺家の子供たち（教師）
- 黒執事 -緑の魔女編-（軍人）

### 劇場アニメ
- 劇場版 シドニアの騎士（2015年、訓練生）
- バースデー・ワンダーランド（2019年、インド系の店主）
- SAND LAND（2023年、サンドランド国王軍兵士）

### OVA
- ストライク・ザ・ブラッド III（2019年、乗組員）
- planetarian 〜雪圏球〜（2021年、館員[12]）

### Webアニメ
- BROTHERHOOD FINAL FANTASY XV（2016年、高官、護衛）
- いたずら魔女と眠らない街（2017年、パイロット）
- マウスどうぶつえん（2017年、タヌキのたつひろ）
- SAND LAND: THE SERIES（2024年、サンドランド国王軍兵士）
- Duel Masters LOST 〜追憶の水晶〜（2024年、運営）

### ゲーム
- ブレイドアンドソウル（2014年）
- Apex Legends（2019年、オクタン）
- ポケモンマスターズ（2020年、グズマ[13]）
- ファイナルファンタジーVII リメイク（2020年）
- UFOロボ グレンダイザー たとえ我が命つきるとも（2024年、荒野番太、民間人、農家、老人） - 日本語版
- メタファー：リファンタジオ（2024年）

### ドラマCD
- MAUSU THEATER

### デジタルコミック
- コミュ障リーマンは恋の仕方がわかりません（2022年、F社の社長、西森）[14]

### オーディオブック
- 流浪の月（2023年、叔父[15]）

### 吹き替え

#### 映画
- アイデア・オブ・ユー 〜大人の愛が叶うまで〜
- アイリッシュマン
- アウトロー・キング スコットランドの英雄 ※Netflix版
- インデペンデンス・デイ: リサージェンス（ジャック〈ジョエル・ヴァーゲル〉）
- キング
- クライ・マッチョ（サフィロ[16]）
- 猿の惑星: 聖戦記[17]
- ザ・ロストシティ（警官男1[18]）
- ジェントルメン（アーニー〈バグジー・マローン〉[19]）
- スパイダーマン:ノー・ウェイ・ホーム[20]
- チャイルド・プレイ（ゲイブ）
- ディセンダント
- トゥモローランド（ジェットパック仲間1[21]）
- ドクター・ストレンジ（オペ室男性1[22]）
- ドライブアウェイ・ドールズ（囚人男[23]）
- ブラッドショット（アックス〈トビー・ケベル〉[24]）
- 僕のワンダフル・ジャーニー（司祭[25]）
- ホワイト・ガール
- マグダラのマリア
- MEG ザ・モンスター（調査官[26]）
- モーグリ: ジャングルの伝説
- モリーズ・ゲーム
- レベッカ（ジャイルズ〈ナイジェル・ブルース〉）※N.E.M.版

#### ドラマ
- アクシデント・カップル
- アンフォゲッタブル 完全記憶捜査3
- イカゲーム（278番〈クァク・ジャヒョン〉）
- 今、私たちの学校は…
- ヴィンチェンツォ[27]
- キャサリン スペイン王女の華麗なる野望（フェルナンド[28]）
- 刑事フォイル
- ザ・ストレンジャー
- ザ・ラストシップ（オコーナー兵曹）
- 殺人者への道（ブレンダン・ダシー）
- JAILERS/ジェイラーズ（シカオン）
- The 100/ハンドレッド
- ピーキー・ブラインダーズ
- フォー・オール・マンカインド
- THE FLASH/フラッシュ
- ヘムロック・グローヴ
- マーベラス・ミセス・メイゼル（アーチー）
- ラスト・キングダム（ハリグ、オズワルド、エドマンド王 他）
- リベンジ3、4
- レディー・ダイナマイト（スコット）

#### テレビ番組
- シンガポール・ソーシャル（アダム、アルソン）

#### アニメ
- 悪魔城ドラキュラ -キャッスルヴァニア-（2018年、盗人2）
- FはFamilyのF（ポロ）
- ケロリンピック カエル王国危機一髪!（パチクリ、実況、トカゲ 他）
- シチリアを征服したクマ王国の物語（2022年、バボン[29]）
- スクルージ:クリスマス・キャロル（2022年）
- Call Star -ボクは本当にダメな星?-（2023年、店員〈南〉、店員〈北〉、野次馬C）

### ボイスオーバー
- 最強のマーチング・バンド（ケヴィン）